# Lucia Bosé
Lucia Bosé, właśc. Lucia Borloni (ur. 28 stycznia 1931 w Mediolanie, zm. 23 marca 2020 w Segowii) – włoska aktorka, najbardziej znana z filmów okresu włoskiego neorealizmu z początku lat 50. XX wieku.

## Wczesne lata
Urodziła się w Mediolanie we Włoszech. Jej rodzicami byli Francesca Bosè i Domenico Borloni. Na życie zarabiała pracując najpierw w kancelarii adwokackiej, później jako ekspedientka w mediolańskiej cukierni Pasticceria Galli. Jej życie uległo radykalnej zmianie, kiedy w 1947 została Miss Włoch, pokonując miss i wicemiss Rzymu: Giannę Marię Canale i Ginę Lollobrigidę, które zajęły odpowiednio drugie i trzecie miejsce, oraz Silvanę Mangano i Eleonorę Rossi Drago.

## Kariera
W 1950 zadebiutowała na kinowym ekranie jako Lucia Silvestri w dramacie Giuseppe’a De Santisa Nie ma pokoju pod oliwkami (Non c’è pace tra gli ulivi) u boku Rafa Vallone’a i jako Paola Molon Fontana w dramacie Michelangela Antonioniego Kronika pewnej miłości (Cronaca di un amore) z Massimem Girottim. Antonioni obsadził ją jeszcze w roli Clary Manni w swym kolejnym dramacie Dama bez kamelii (La signora senza camelie, 1953) z Ginem Cervi. W hiszpańskim dramacie Juana Antonia Bardema Śmierć rowerzysty (Muerte de un ciclista, 1955) wystąpiła w roli Maríi José de Castro, a we francuskim dramacie Luisa Buñuela Jutrzenka (Cela s’appelle l’aurore, 1955) z udziałem Marcela Pérèsa zagrała główną rolę kobiecą jako Clara.
Świetnie rozwijającą się karierę aktorka przerwała w 1956, aby zająć się wychowaniem dzieci. W znaczących rolach powróciła pod koniec lat 60., pojawiając się u Federico Felliniego w filmie Satyricon (1969) i u braci Tavianich w Pod znakiem skorpiona (1969).

## Życie prywatne
W 1955 poślubiła hiszpańskiego matadora Luisa Miguela Dominguína. Ich małżeństwo trwało do 1967 i zakończyło się rozwodem. Mieli troje dzieci: syna Miguela Luchino Gonzáleza (ur. 1956) oraz dwie córki Lucię (ur. 1957) i Paolę (ur. 1960).
Zmarła w wieku 89 lat w szpitalu w Segowii wskutek ostrego zapalenia płuc, które zostało wywołane zakażeniem koronawirusem SARS-CoV-2 podczas pandemii koronawirusa w Hiszpanii w 2020.

## Wybrana filmografia
- 1950

Nie ma pokoju pod oliwkami (Non c'è pace tra gli ulivi) jako Lucia Silvestri
Kronika pewnej miłości (Cronaca di un amore) jako Paola Molon Fontana
- 1951

È l'amor che mi rovina jako Clara Montesi
Paryż jest zawsze Paryżem (Parigi è sempre Parigi) jako Mimi de Angelis
- 1952

Dziewczęta z placu Hiszpańskiego (Le ragazze di Piazza di Spagna) jako Marisa Benvenuti
Rzym, godzina 11 (Roma, ore 11) jako Simona
Le due verità
- 1953

Dama bez kamelii (La signora senza camelie) jako Clara Manni
Era lei che lo voleva! jako Nausicaa Invernaghi
- 1954

Tradita jako Elisabeth Tatabor
Questa è la vita jako Angela Reis
Accadde al commissariato jako Stefania Rocca, żona Luigi Rocca
- 1955

Śmierć rowerzysty (Muerte de un ciclista) jako María José de Castro
Opuszczeni (Gli sbandati) jako Lucia
Le village magique jako Thérèse Miceli
- 1956

Symfonia miłości (Sinfonia d'amore) jako Teresa Grob
Jutrzenka (Cela s'appelle l'aurore) jako Clara
- 1960: Testament Orfeusza (Le testament d'Orphée) jako przyjaciółka Orfeusza
- 1966: Por los caminos de España (czarno-biały serial hiszpańskiej TV)
- 1968

No somos de piedra jako Monja
Nocturno 29
- 1969

Pod znakiem skorpiona (Sotto il segno dello scorpione) jako Glaia
Satyricon jako La matrona
Del amor y otras soledades jako María
The Picasso Summer (amerykański dramat filmowy)
Jutrzenka (Un invierno en Mallorca) jako George Sand
- 1970

Metello jako Viola
Ciao Gulliver jako Evelyne
- 1971

Qualcosa striscia nel buio jako Sylvia Forrest
La controfigura jako Nora Tosatti
Gość (L'ospite) jako Anna
- 1972

La casa de las palomas jako Alexandra/matka
Arcana jako Mamma
Nathalie Granger jako Isabelle
La colonna infame jako Chiara Mora, żona Giacomo
- 1973

Ceremonia sangrienta jako Erzebeth Bathory
Gli eroi
- 1975

Manchas de sangre en un coche nuevo jako Eva
Złota msza (La messe dorée) jako Hélène
Po antycznych schodach (Per le antiche scale) jako Francesca
- 1976

Światło (Lumière) jako Laura
Los viajes escolares jako Avelina
- 1977: Violanta jako Donna Violanta
- 1981: Mon enfant, ma mère (francuski film TV) jako matka
- 1987: Kronika zapowiedzianej śmierci (Cronaca di una morte annunciata) jako Placida Linero
- 1988: Brumal jako matka Adriany
- 1989: Dziecko Księżyca (El niño de la luna) jako dyrektorka
- 1990

Skąpiec (L'avaro) jako Elvira
Volevo i pantaloni jako Grazia
- 1992: Il coraggio di Anna (włoski film TV)
- 1999: Noc w haremie (Harem Suare) jako stara Safiye
- 2007: Wicekrólowie (I Viceré) jako Ferdinanda
- 2013: One More Time jako Lucia